# En sång till Rättvisan
En sång till Rättvisan ( 正氣歌 ) är ett poem skrivet av Wen Tianxiang under slutet av Songdynastin. Titeln refererar till ett passage ur Mencius som lyder "Jag förstår ord. Jag är skicklig på att fostra mitt omättliga 'Qi'" (我知言，我善養吾浩然之氣).

## Bakgrund
Dikten skrevs som en protest mot den mongoliska invasionen som senare skulle etablera sig som Yuandynastin av den då i Peking fängslade Wen Tianxiang. 

## Innehåll
Dikten är skrivit i antik fem-ords-diktning, en stil som efterliknar diktning under Handynastin. Denna still innebär att varje strof består av fem tecken, vilket innebär att varje strof är enbart fem stavelser. Dikten består av sammanlagt femtioåtta strofer.
I öppningsraderna "I himlen och jorden finns rättvisans 'Qi'[...]", laminerar författaren över moralens betydelsefullhet, var på han radar upp ett flertal exempel på historiska personer vars moraliska ståndpunkt han anser anmärkningsvärda. Därefter följs en klagosång om världens nuvarande ställning och hur "[o]xe och häst bor i samma stall, höna och fenix delar samma föda", det vill säga att han delar fängelse med vanliga förbrytare och tjuvar. Dikten avslutas dock med en mycket stark uppmuntran till motstånd till angriparna från norr.

## Inflytande
Den japanska politiska tänkaren Yoshida Shōin, som var en viktig personlighet under Meijirestaurationen citerade ofta Wen Tianxiang i sina skrifter, där "En sång till Rättvisan" är särskilt förekommande. 